# Hospice Saint-Nicolas
Pour les articles homonymes, voir Saint-Nicolas.
L’hospice Saint-Nicolas est le plus vieil hôpital de Metz. Attesté dès le XIe siècle, les bâtiments actuels datent du XIIIe siècle au XIXe siècle. Au début du XXe siècle, une partie du bâtiment sert de centre d'examen d'apprentissage (forgeron entre autres). Il a fermé ses portes en 1986. Une partie de ses anciens bâtiments a abrité une agence du Pôle emploi (ANPE) jusqu'en 2009.
La fontaine monumentale datant de 1739 fait l’objet d’une inscription au titre des monuments historiques depuis le 3 novembre 1929 tandis que le corps de bâtiment (portail de 1514), la façade sud sur cour de l’aile en retour d’angle (XVIe siècle), l’escalier dans l’angle entre les deux bâtiments et le sol de la cour fait l’objet d’une inscription au titre des monuments historiques depuis le 5 avril 1993.

## Origine, les premiers hôpitaux messins
Malgré les recherches des érudits, l’origine de l’hospice reste enveloppée d’une certaine obscurité. Selon les uns, il remonterait au XIe siècle, selon d'autres IXe siècle, mais aucun ne peut fixer exactement la date de la fondation du « Gran Ospital » ou « Neuf hospital du Champ-à-Seille » ou « Hopital du Neufbourg », dénominations variées que la maison emprunta de son église et de son cimetière et que l’on rencontre presque aussi fréquemment à cette époque reculée que celle d’hôpital Saint-Nicolas.
Lordan-Larcher, historien, s’occupant du classement des archives, se borne à dire qu’il n’a trouvé aucun acte antérieur à une donation faite par l’évêque Bertram, mort en 1202 et à une bulle du pape Innocent III (+ 1216), dans laquelle il est parlé de l’hôpital comme d’un établissement "déjà ancien" créé par la ville et qui avait subsisté plusieurs siècles sans coutume et sans loi écrite.
La maladrerie Saint-Antoine dont les bâtiments occupaient un grand espace entre le quai Saint-Ferroy, actuellement de l’Arsenal (en 1868) et la rue des Jardins, recevait dans ses infirmeries pendant les XIe et XIIe siècles les individus atteints du mal des ardents ou feu sacré.
L’époque de sa fondation n’est pas plus connue que celle des nombreuses léproseries qui existaient en ville ou dans les environs. Les chroniques mentionnent celle de Saint-Ladre, celle de la porte Mazelle (en 1346) et des Bordes à Vallières. En 1224, on réunit la léproserie Saint-Ladre à l’hôpital Saint-Nicolas. Cet établissement, sans doute le plus ancien fondé à Metz pour servir d’asile aux lépreux, recevait les malades originaire de la ville par père ou mère et nés de légitime mariage. Pour être admis à Saint-Ladre, il fallait outre son « palt » payer diverses redevances et fournir un lit gratis, deux paires de robes et généralement toutes choses nécessaires pour avoir feu et demeure.
Un hôpital du Pontiffroy, supprimé en 1222 et dont les biens furent réunis à ceux de l’hospice Saint-Nicolas, devait avoir une origine fort ancienne.
Vers 1300, l’hôpital des Allemands fondé par les chevaliers de l’ordre Teutonique, appelés chevaliers allemands, dans le quartier d'Outre-Seille, donna à la rue où il était situé, le nom qu’elle porte encore.
Au XIVe siècle lorsque les Hospitaliers de l'ordre de Saint-Jean de Jérusalem reçurent une grande partie des biens confisqués sur les Templiers, lors de l’abolition de l’Ordre, ils possédaient un hôpital dit le « Petit Saint-Jean » situé à l’extrémité de la place de Chambre, près de la rivière.
En 1334, un hôpital destiné aux femmes en couche fut créé au Champ-à-Seille et prit son nom de Chapelotte de la petite chapelle qui y était annexée (hospice de la Chapelote ou hôpital du Champ-à-Seille).
Dès le commencement du XVIe siècle, la ferme-maison de la Cour-aux-Gelines dite aussi la Cornue Gelin, située sur la rive gauche de la Moselle à l’extrémité de la plaine Chambière était transformée en un hôpital pour pestiférés. Pendant le règne des maladies épidémiques et contagieuses, si fréquentes à cette époque, un batelier aux gages de l’hôpital Saint-Nicolas était chargé d’y transporter les malades.
Enfin, on trouve à la même époque, rue de la Boucherie Saint-Georges, un hôpital Saint-Jacques, où les pèlerins et les voyageurs indigents étaient logés et nourris pendant trois jours. Cette maison cessa d’exister en 1728 et fut remise à l’hospice Saint-Nicolas.
De ces citations, il ressort que l’hospice Saint-Nicolas, malgré l’incertitude de la date de sa fondation, fut le plus important des établissements d’assistance.

## Saint-Nicolas
L’hôpital est construit pour les pauvres de la ville et du Pays messin au centre d’un terrain de vergers et de jardins en dehors de l’ancienne enceinte de la ville. Une des faces donnait sur le champ à Seille. La plus grosse partie de ses biens provient des libéralités de la cité messine. L’entrée est payée au portier et se fait par un parvis et une cour au fond de laquelle se trouvait l’église.
Le Neufbourg et l’hôpital sont réunis à la ville vers 1358.
Au milieu du XVIe siècle, les remparts de la ville reculent et des maisons remplacent jardins et vergers, l’hôpital se retrouve entre les habitations et trois rues. La rue derrière Saint-Nicolas s’appelait alors rue le petit Saint Nicolas.
L’hôpital garde le trésor de la ville dans un coffre appelé « huche » jusqu’en 1304, date à laquelle le trésor est déposé dans la huche de la cathédrale.
Le cimetière et la chapelle Saint-Louis rasée en 1552, gardés par un ermite appartenaient à l’hôpital.
En 1406 des pièces d’artillerie avaient été déposées par la ville dans le grenier de Saint-Nicolas.
En 1358 fondation dans l’église de l’autel de Notre-Dame, puis en 1401 de celui de Sainte-Barbe.
Sous le vieux portail de Saint-Nicolas, l’autel de saint Jean Baptiste avait été déplacé en 1505 et mis à l’église. Dans le mur du chœur une statue équestre de saint Martin avec la devise « espoir et peur ».

## Après la Révolution

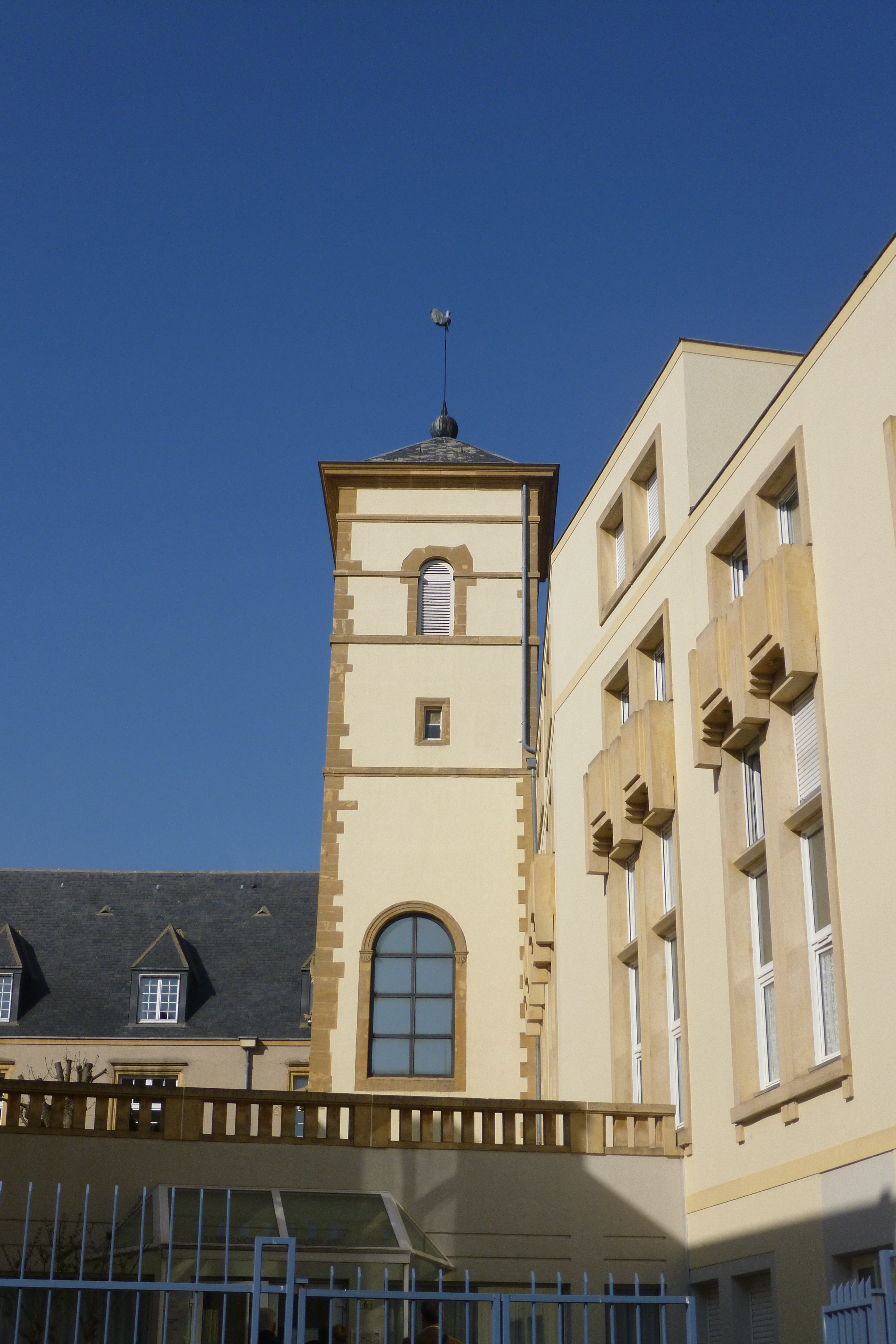
Clocher du XIXe siècle, anciennement accolé à la chapelle de l'hôpital

À la révolution il ne reste plus à Metz que l’hôpital Saint-Nicolas, l’hôpital Saint-Georges, l’hôpital Bon-Secours, la charité des Bouillons et la renfermerie de la Madeleine.
À la date de 1781, il y a 831 individus logés et nourris dans l’établissement. En outre, l’hôpital entretenait à la campagne 797 enfants exposés et 32 garçons et filles en apprentissage.
Un autre état de l’année suivante porte la population de Saint-Nicolas à 779, occupant 479 lits ; il y avait en outre 29 lits dans l’infirmerie. Un second état indique 211 garçons dans 76 lits et 343 filles dans 158 lits. On remarque que tous les lits étaient doubles.
Il y eut de nombreux projets d’amélioration de Saint-Nicolas au cours du XIXe siècle:
- 10 et 20 ventôse, An 9 (1801) : projet de M. Gardeur-Lebrun, architecte de la Ville, de transfèrement de l’hospice dans la maison conventuelle de Saint-Vincent (lycée Fabert actuel), la réparation de l’hospice exigeant de trop fortes dépenses. La Commission administrative demande à l’État la cession des bâtiments et un secours en argent (40000 F) pour opérer la translation. La cession des bâtiments est accordée, mais à défaut d’aide pécuniaire de l’État, la Commission décide le maintien de Saint-Nicolas dans l’ancien local.
- 29 thermidor An XIII (1805) : le projet de M. Dingler, ingénieur en chef des Ponts et Chaussées de la Moselle, d’une restauration d’ensemble de l’hospice, reçoit une approbation générale, mais sera écarté parce que la « situation de la caisse » ne permettait pas la dépense (150000 F). Des restaurations partielles urgentes seront exécutées.
- 1811, 1813 : Nouveau plan de modernisation de Saint-Nicolas présenté par Derobe, architecte des Hospices. Accord de principe du Ministre de l’Intérieur en 1813. Le projet capote à cause d’un financement introuvable et des « difficultés du temps ».
- 1817 : Projet de construction d’un corps de logis, appelé pavillon Saint-Joseph, contenant le logement de l’aumônier et les principaux locaux des jeunes garçons. Réception des travaux en 1826.
- 1825, 1827: Projet de réunion de Saint Nicolas à Bon Secours et de translation des deux établissements dans les bâtiments de Saint-Clément. Ce projet, d’un coût de 450000 F, est rejeté par l’Administration municipale.
- 1838 à 1846: Construction du massif rectangulaire de bâtiments donnant sur la place Saint-Nicolas et la rue Saint-Thiébault, pour un coût de 87000 F. Construction de l’église en 1841(coût 43800 F).
- 17 mai 1850: Projet de translation de Saint-Nicolas à la campagne. Projet ajourné, faute de ressources en 1855.

Toujours dédié aux pauvres, l'hospice fut géré par les Sœurs de la Charité de Saint Vincent de Paul dont la plus connue fut sœur Hélène Studler, qui fonda un réseau de résistance pendant la seconde guerre mondiale.

## Architecture

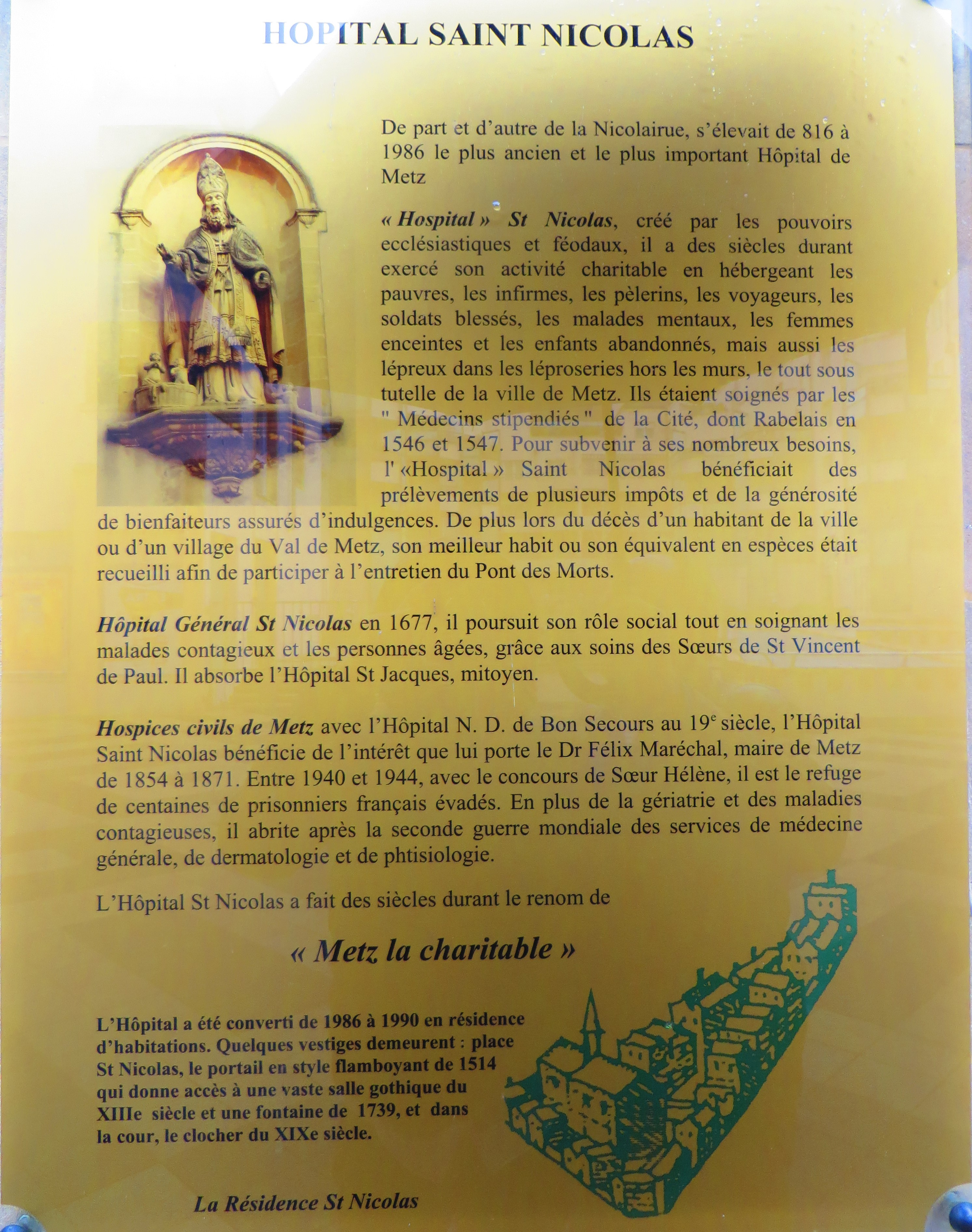
Plaque explicative.

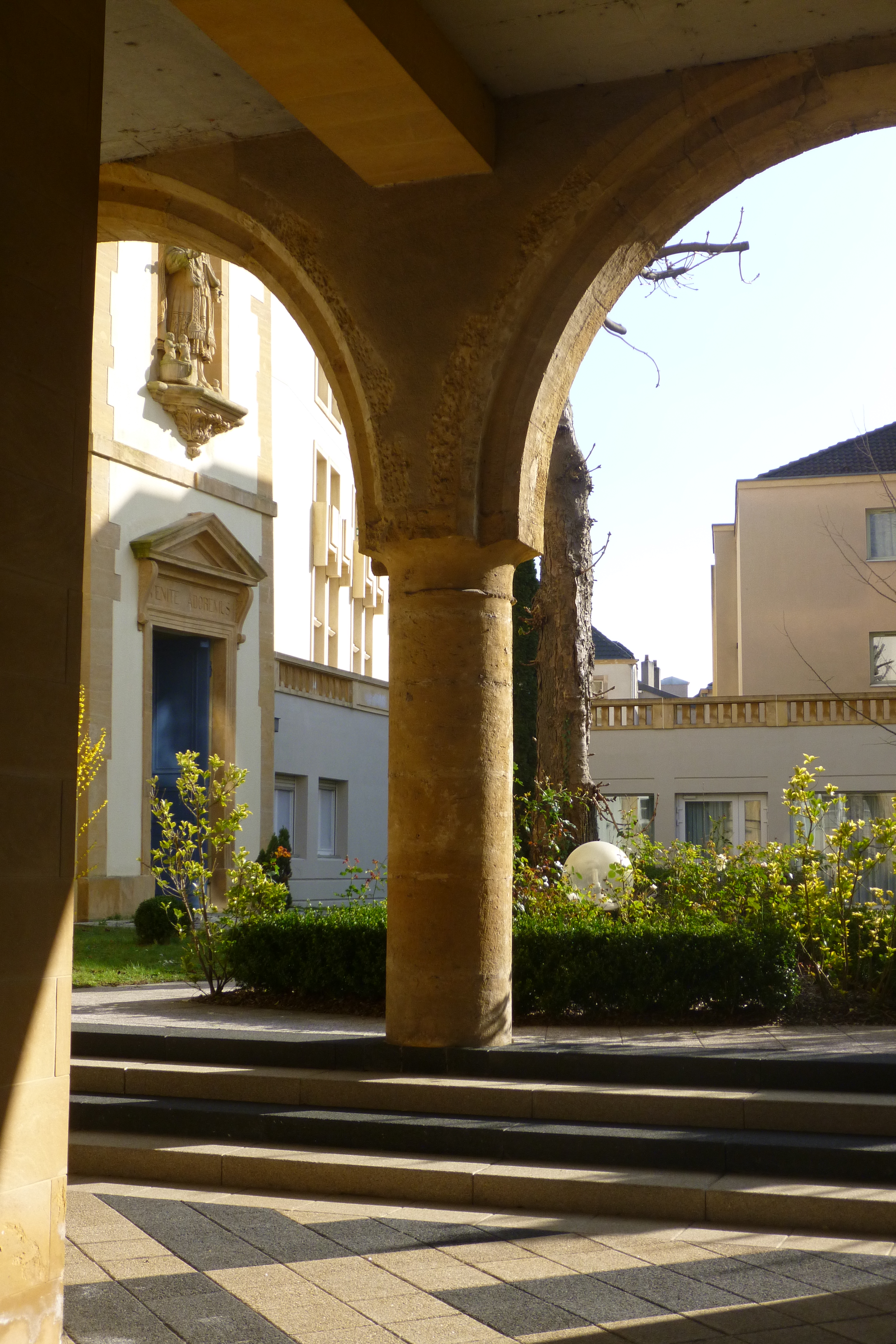
Cour rénovée de l'hospice, en 2014

Beau portail gothique flamboyant. Fontaine du XVIIIe siècle.
Le tympan de l’hôpital Saint-Nicolas a été édifié en 1514 par l’architecte messin Clausse de Ranconval.
Il a été restauré au XIXe siècle, ce qui explique son parfait état de conservation. Une niche y a été aménagée pour accueillir une statue de saint Nicolas sculptée par Charles Pètre. Elle est actuellement en cours de restauration.
Le tympan de Saint-Nicolas représente un des rares témoignages tardifs subsistant à Metz de l’usage du gothique flamboyant, avec le couronnement de la tour de la Mutte de la cathédrale.